# コエーポロイ
『コエーポロイ』（希: Χοηφόροι, Choēphoroi、羅: Choephoroe）は、アイスキュロスによるギリシア悲劇の1つであり、「オレステイア」三部作の中の一篇。『供養する女たち』、『供養するものたち』等とも。
アガメムノーンが殺された8年後、帰還した息子のオレステースが、姉エーレクトラーに事情を教えられ、復讐として母であるクリュタイムネーストラー等を殺し、復讐の女神たち（エリーニュエス）に取り憑かれるまでが描かれる。
表題「コエーポロイ」（希: Χοηφόροι）とは、「コエー」（希: χοή、注ぎもの）と呼ばれる麦粉・蜂蜜・オリーブ油の混ぜものを墓前に注いで供養する人々のことであり、作品冒頭でオレステースがアガメムノーンの墓参りをしている際に、姉エーレクトラーと共に登場する。舞台上ではコロス（合唱隊）の役割を担う。
紀元前458年のアテナイにおけるディオニューソス祭にて、「オレステイア」三部作の他の二篇、およびサテュロス劇『プローテウス』と共に上演された。

## 日本語訳
- 『ギリシア悲劇1』「供養する女たち」 ちくま文庫、1985年 - 各 呉茂一訳
  - 元版 『世界古典文学全集8 アイスキュロス　ソポクレス』「供養する女たち」 筑摩書房、1964年
  - 『世界文學大系2 ギリシア･ローマ古典劇集』「供養する女たち」 筑摩書房、1959年
  - 『ギリシア悲劇全集 第1巻』「供養する女たち」 人文書院、1960年
  - 『筑摩世界文学大系4 ギリシア・ローマ劇集』「供養する女たち」 筑摩書房、1972年
- 『ギリシア悲劇全集1』、久保正彰訳「コエーポロイ」、岩波書店、1990年
- 『アイスキュロス 悲壯劇』、内山敬二郎訳「灌奠を捧げる女達」生活社、1943年
- 『ギリシャ悲劇全集1』、内山敬二郎訳「灌奠を運ぶ女たち」鼎出版会、1979年
- 『古典劇大系 第一巻 希臘編』村松正俊訳「コイーフォロイ」近代社、1925年
- 『世界戯曲全集 第一巻 希臘編』同上「コエーポロイ」近代社、1927年